# Naučná stezka Stará plovárna
Naučná stezka Stará plovárna je naučná stezka v Jihlavě v Křižíkově ulici a okolí Staré plovárny. Zaměřená je na historii Staré plovárny, ale také na faunu a flóru dané oblasti. Délka celého okruhu je 1,3 km, nachází se na ní 10 zastavení a otevřena byla v roce 2013.

## Vedení trasy
Stezka začíná v Křižíkově ulici asi 100 metrů od křižovatky s ulicí Dlouhá stezka. Odtud pokračuje ke Staré plovárně, po jejím levém břehu až na konec k uměle vybudovaným meandrům Jihlávky a po druhém břehu zpátky ke hrázi plovárny. Tvoří tak okruh okolo celé Staré plovárny.

## Zastavení
- Budky a polobudky
- Historie Staré plovárny
- Obojživelníci a plazi
- Stromy a keře
- Savci
- Houby
- Hmyz
- Rostliny
- Ptáci
- Doupné stromy